# Dufek Coast

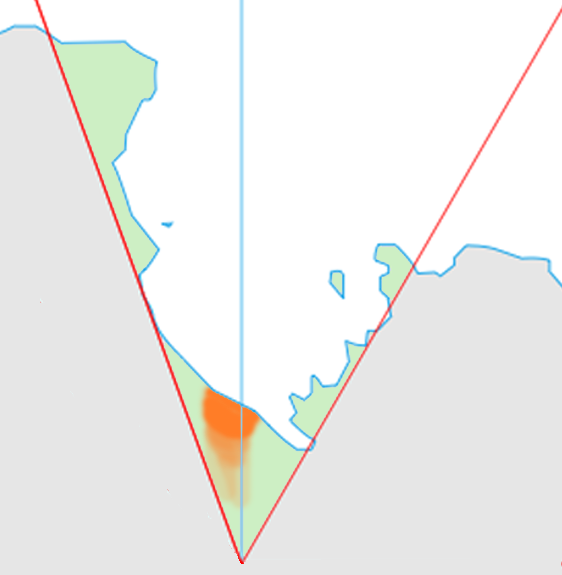
Położenie na mapie regionu Morza Rossa

Dufek Coast – część wybrzeża Antarktydy u stóp Gór Królowej Maud, pomiędzy Airdrop Peak nad Lodowcem Beardmore’a, który oddziela je od Wybrzeża Shackletona, a Morris Peak nad lodowcem Liv Glacier, dzielącym je od Amundsen Coast.
Nowozelandzki komitet ds. nazw Antarktydy nazwał je na cześć kontradmirała George’a Dufeka z U.S. Navy, który służył w Antarktyce podczas ekspedycji Byrda (1939–1941), kierował grupą wschodnią podczas Operacji Highjump (1946–1947). Dowodził Naval Support Force Antarctica w latach 1954–1959, w tym podczas Międzynarodowego Rok Geofizycznego, kiedy powstało 7 amerykańskich stacji polarnych (McMurdo, Little America V, Byrd, Amundsen-Scott, Wilkes, Hallett i Ellsworth). W 1956 roku Dufek i pilot Conrad Shinn wykonali lot z cieśniny McMurdo Sound, zakończony pierwszym lądowaniem na biegunie południowym.